# Bulletrain
Bulletrain var ett svenskt hårdrocksband, grundat 2006 i Helsingborg. Bandet bestod av sångaren Sebastian Sundberg, gitarristerna Mattias Persson och Robin Bengtsson, basisten Niklas Månsson och trumslagaren Jonas Tillheden. Namnet Bulletrain syftar till höghastighetstågen på det japanska järnvägsnätet Shinkansen, som brukar benämnas "bullet train" på engelska; namnet Bulletrain ska dock läsas ut som "bullet rain" (på svenska: kulregn). 
Idén att starta ett band föddes av Persson och Tillheden under 2002–2003, när de började spela ihop under sin skoltid. 2006 hade sångaren Robert Lindell, basisten Tim Svalö och kompgitarristen Adam Börvall gått med i bandet och tillsammans spelade de in en demo. Efter att ha lanserat två EP:er, 2007 och 2009, gav sig Bulletrain i oktober 2010 ut på sin första turné utanför Sverige. Under 2010–2012 byttes flera bandmedlemmar ut, där Bulletrains nuvarande uppsättning bandmedlemmar har uppträtt tillsammans sedan 2013. Bulletrains debutalbum Start Talking gavs ut den 24 oktober 2014 och bandets senaste studioalbum What You Fear the Most lanserades den 23 september 2016.
Bulletrain hade sin sista konsert tillsammans i oktober 2019 och har sedan dess upplösts.

## Historia

### Bandets första tid (2006–2009)
Under 2002–2003 började sologitarristen Mattias Persson och trumslagaren Jonas Tillheden spela ihop under sin skoltid i Bjuv. De hade en vision om att starta ett band och i januari 2006 grundade de Bulletrain tillsammans med sångaren Robert Lindell, basisten Tim Svalö och kompgitarristen Adam Börvall. Alla medlemmarna hade vid bildandet begränsade musikaliska erfarenheter. Namnet Bulletrain kommer från en berättelse i Mötley Crües biografi The Dirt: Confessions of the World's Most Notorious Rock Band, i vilken en olycka på ett höghastighetståg på det japanska järnvägsnätet Shinkansen beskrivs; dessa höghastighetståg brukar benämnas "bullet train" på engelska. Det var Tillheden som föreslog namnet och bandmedlemmarna kom överens om att ta bort ett av t:na från "bullet train" för att de ansåg det mer estetiskt tilltalande. Namnet Bulletrain ska läsas ut som "bullet rain" (på svenska: kulregn).

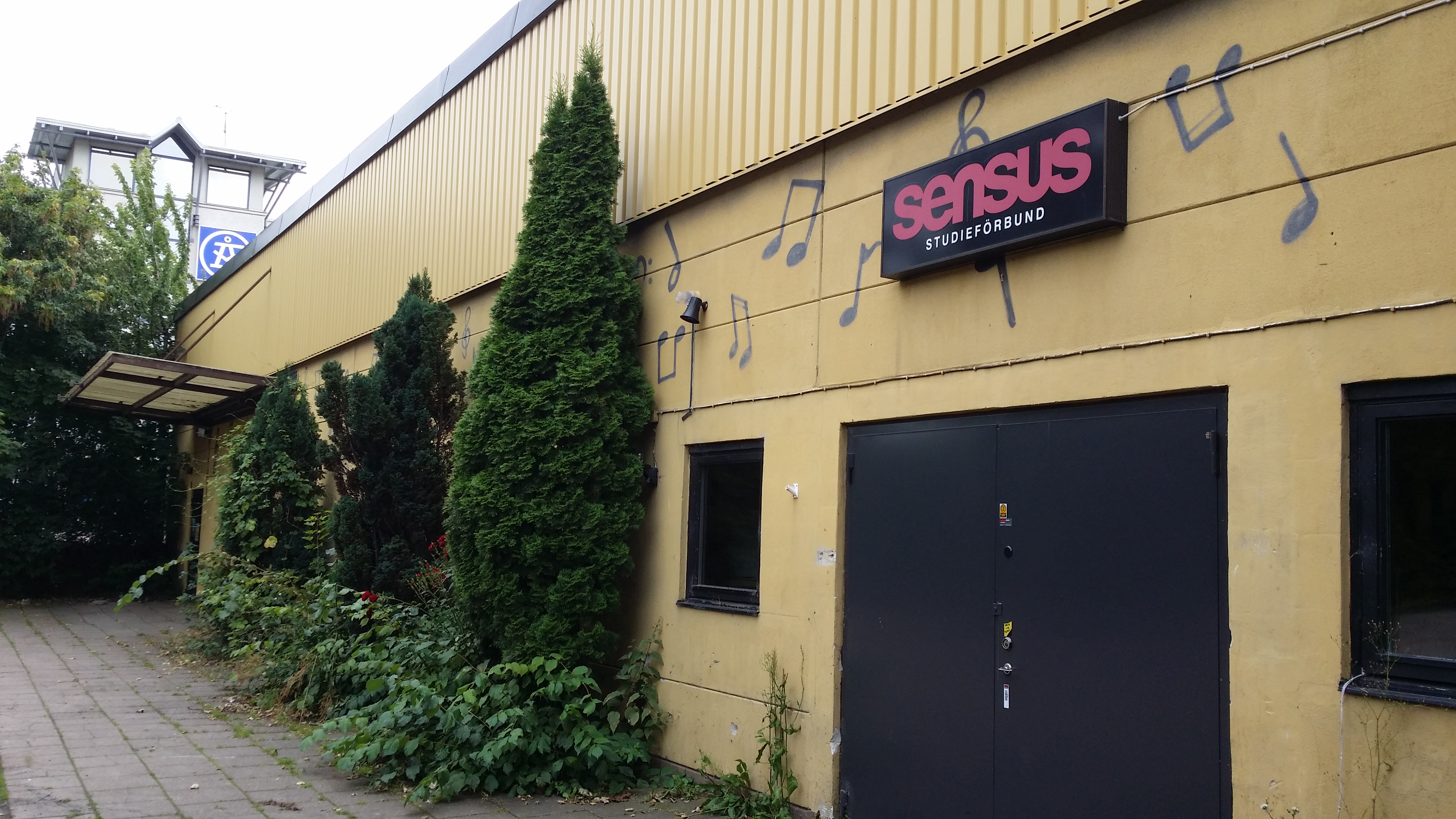
Bulletrain har använt Sensus musikhus i Helsingborg både som replokal och inspelningsstudio.

Bulletrain spelade in sin första demo i Sensus Studios tillsammans med producenten Klas Ideberg från Darkane. Demoutgivningen fick titeln 1000 Miles an Hour och lanserades i september 2006. Kort därefter lämnade Börvall bandet, vilket de andra bandmedlemmarna uppgav var för att de inte kände att fungerade att ha honom i bandet samt för att Börvall hade andra intressen. Börvalls roll som kompgitarrist fylldes av Robin Bengtsson, som gick med i Bulletrain antingen sent under 2006 eller tidigt under 2007. Bulletrain hade sitt första uppträdande på The Tivoli i Helsingborg i februari 2007 och de släppte sin första EP i juli samma år. EP:n, Johnny Gonebad, producerades även den av Ideberg och gavs ut i 500 kopior.
Våren 2008 deltog Bulletrain i musiktävlingen Popkorn, som arrangerades av The Tivoli i Helsingborg. Bandet tog sig till final och hamnade slutligen på en tredjeplats, efter Act Strange och Mary Jane. Magnus Ransheim på Helsingborgs Dagblad beskrev Bulletrain som "tävlingens kanske mest färdiga band" som inte "lämnar [...] mycket övrigt att önska för den som anser att hårdrocken peakade under pudelperioden". Tillheden har senare sagt att finalen i Popkorn var "rätt oslagbar" och att det var genom denna tävling som "många [...] fick upp ögonen och öronen för vår musik".
Den 4 augusti 2008 släppte Bulletrain två nya låtar, "Route 27" och "Eat Me Raw", som producerades av Niklas Svärd och spelades in i Orange Haze Productions studio. Under 2009 spelade Bulletrain in sin andra EP och även denna gång producerade Ideberg. Bandet andra EP, Turn It Up!, lanserades i juli 2009 och gavs, liksom Johnny Gonebad, ut i 500 kopior. Efter att inspelningen av Turn It Up! var färdigställd lämnade Svalö Bulletrain, då han ville göra något annat med sitt liv. Som basist togs istället Emil Lundberg in och hans första uppträdande tillsammans med bandet var i Höganäs den 22 augusti 2009. Under helgen 20–22 november 2009 spelade Bulletrain in akustiska versioner av två av deras tidigare låtar, "Dicing with Death" och "Livin' a Dream", och som producent stod återigen Svärd.

### Nya bandmedlemmar ochStart Talking(2010–2014)
Den 6 februari 2010 uppträdde Bulletrain under Rest in Sleaze Festival på Fryshuset i Stockholm. Denna festival hölls för att hedra minnet av den bortgångne Dave Lepard och intäkterna gick oavkortat till rockband i behov av replokaler och studiotid. Samma månad medverkade bandet i Rockfighten 2010, som arrangerades av Rockweekend Festival i Söderhamn.
Den 16 juni 2010 lämnade Lundberg bandet, vilket skedde dagen före Bulletrain åkte upp till Stockholm för att spela in sin första singel. De resterande bandmedlemmarna spelade in låtarna "Even with My Eyes Closed" och "Take Me to the Sun" i Polar Studios den 18–19 juni 2010 tillsammans med producenten Chris Laney. Björn "Nalle" Påhlsson togs in som basist för att tillfälligt fylla Lundbergs plats under inspelningen. Singeln, som fick titeln "Even with My Eyes Closed", lanserades först den 4 januari 2013. Under en intervju i Lokaltidningen Helsingborg den 4 augusti 2010 framkom det att Svalö hade återvänt som basist i bandet.

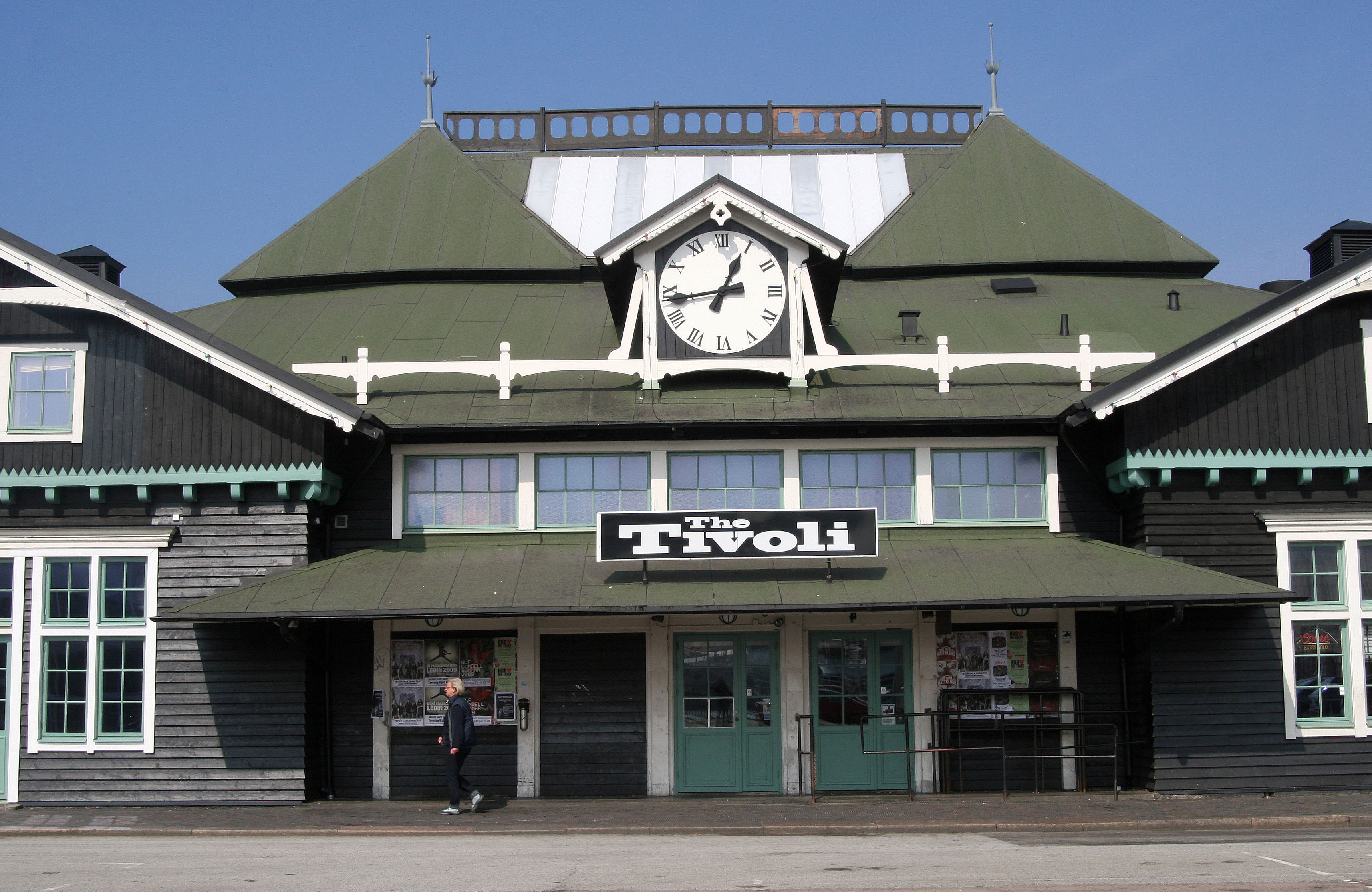
På The Tivoli i Helsingborg har Bulletrain bland annat haft sitt första uppträdande, deltagit i musiktävlingen Popkorn och haft releasepartyn för sina två album.

Den 24 september 2010 uppträdde Bulletrain på Expressen XL Live i Stockholm, efter att ha vunnit musiktävlingen Opening Act tidigare under sommaren. I början av oktober 2010 åkte bandet på sin första turné utanför Sverige, vilken ägde rum i Milano, Novara och Verona i Italien.
Den 24 februari 2011 lämnade Lindell Bulletrain, vilket de resterande bandmedlemmarna utannonserade dagen efter. Avhoppet gjordes självmant och berodde på att Lindell inte kunde hålla det arbetstempo som krävdes. De resterande bandmedlemmarna höll en sista konsert på The Tivoli i Helsingborg den 5–6 mars 2011, innan de tog ett kortare uppehåll för att leta efter en ny sångare. Under denna konsert spelades flera coverlåtar och dessa sjöngs av Joel Theorin Billqvist, som tagits in som tillfällig sångare. Under sökandet efter en ny sångare meddelade bandet att de skulle medverka på samlingsalbumet Rock for Japan, vilket släpptes av AOR Heaven den 29 april 2011 och vars intäkter gick till tyska Röda korset, som gav humanitärt bistånd till Japan efter jordbävningen vid Tohoku och Fukushima-olyckan. Bulletrain medverkade med "Take Me to the Sun" på albumet och samtidigt meddelade de att AOR Heaven planerade att lansera deras debutalbum. Bulletrain hade under denna tid även planer på att medverka på samlingsalbumet Reborn in Sleaze: A Tribute to Dave Lepard med "It's a Miracle", men de avsade sig sin medverkan på grund av flera olika anledningar, bland annat av ekonomiska skäl.
Den 8 maj 2011 meddelade bandet att de hade hittat en ny sångare och att hans första uppträdande skulle bli under Helsingborgsfestivalen den 30 juli samma år. Fyra dagar senare släpptes den första låten med den nya sångaren, men det dröjde till den 22 juli 2011 innan bandet avslöjade sångarens identitet: Redas J. Davis. Den 28 september 2011 utannonserade Bulletrain sina planer på att lansera en tredje EP, under titeln What's Left Behind. Planerna på denna EP lades senare ned och den 11 september 2012 meddelade Bulletrain att Davis hade lämnat bandet. Anledningen angavs vara att Davis bodde för långt ifrån de övriga bandmedlemmarna. De resterande bandmedlemmarna påbörjade nu processen att återigen hitta en ny sångare. Även Svalö lämnade under denna tid och som skäl till avhoppet nämndes att han hade andra intressen utöver bandet.

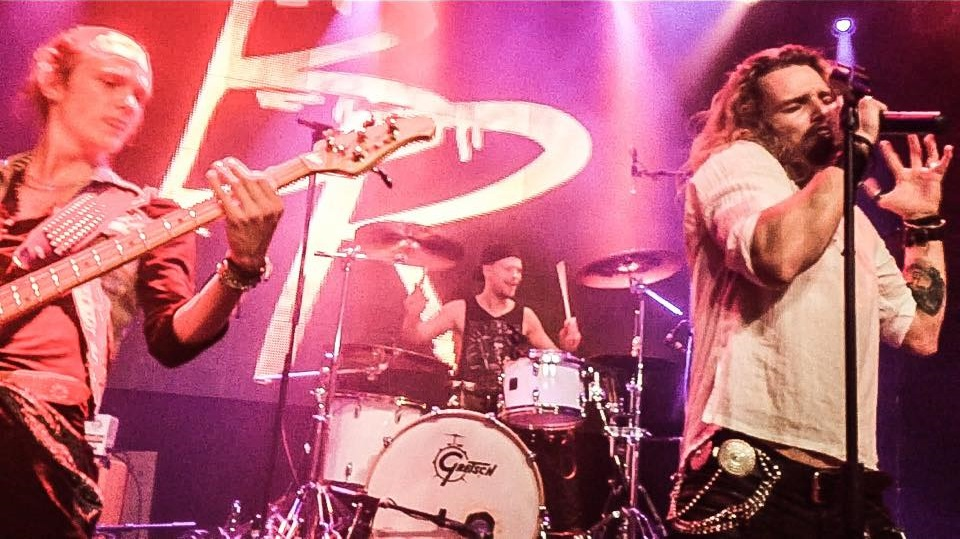
Bulletrain under en konsert den 30 oktober 2014. Från vänster: Niklas Månsson, Jonas Tillheden och Sebastian Sundberg.

Den 15 juni 2013 hade Bulletrain sin första konsert på över ett år, då med den nya sångaren Sebastian Sundberg och den nya basisten Niklas Månsson. En demoversion av "Fight with Me", den första studioinspelade låten som Sundberg och Månsson medverkade på, släpptes den 17 november 2013. I december 2013 slutförde Bulletrain inspelningarna av sitt debutalbum Start Talking i Stockholm tillsammans med producentduon RamPac (Johan Ramström och Patrik Magnusson). Under sommaren 2014 signades Bulletrain till Metal Heaven, som är en underetikett till AOR Heaven, och via Metal Heaven lanserades Start Talking den 24 oktober 2014. Albumet mottogs med främst positiva reaktioner från recensenter.

### What You Fear the Mostoch upplösningen (2015–2019)
Efter att ha lanserat sitt debutalbum turnerade Bulletrain i knappt ett år innan de den 6 oktober 2015 meddelade att de tänkte börja spela in sitt andra album i november samma år tillsammans med RamPac i både Riga, Lettland och i Stockholm. Den 27 juni 2016 utannonserade bandet att de hade planer på att släppa en live-DVD i samband med sitt nästa album, där videomaterial från deras uppträdande under Karl-Oskardagarna i Växjö den 13 augusti 2016 skulle användas. Denna live-DVD lanserades aldrig och det enda videomaterial som släpptes från Karl-Oskardagarna var en musikvideo för "Fight with Me". Den 23 september 2016 lanserades Bulletrains andra album, What You Fear the Most, via Metal Heaven. Liksom med debutalbumet mottogs What You Fear the Most främst med positiva reaktioner från recensenter.
Bulletrain turnerade fram till april 2018 för att sedan ta ett uppehåll till oktober 2019, då bandet hade sin sista konsert tillsammans. Bulletrain har sedan dess upplösts även om det inte har kommunicerats officiellt. Sundberg kommenterade den 8 december 2019 att Bulletrain "inte längre är speciellt aktivt" och att han var öppen för "nya spännande projekt att jobba med". En ekonomisk förening med namnet Bulletrain Group registrerades den 7 september 2015, men avfördes den 18 oktober 2022. I januari 2024 togs domänen för den officiella hemsidan https://www.bulletrain.org/ ur bruk.

## Musikstilar och influenser
Bulletrain brukar främst kategoriseras inom genrerna hårdrock eller sleazerock, men har även klassats som ett band som spelar pudelrock eller album-oriented rock. Tillheden har sagt att bandmedlemmarna inte försöker återuppfinna hårdrocken utan att det spelar den sortens musik de själva tycker är bra. Han anser även att de skiljer sig från övriga svenska sleazeband, i och med att de "är lite hårdare". Bengtsson ansåg att Bulletrain hade influenser från olika band från olika hårdrockseror, men att det gemensamma var att samtliga bandmedlemmar hade en förkärlek för genrens bluesrötter.
Bengtsson har sagt att Bulletrain försöker hålla sina låttexter ärliga, där mer eller mindre varje låt är baserad på en verklig händelse ur någon av bandmedlemmarnas liv. "Old Lighthouse" på What You Fear the Most är den första låten som har en helt fiktiv handling, som kan ses som en metafor för drogmissbruk.
Några av Bulletrains influenser är Crazy Lixx, Mötley Crüe, Guns N' Roses, Skid Row, Mustasch, Hardcore Superstar, H.E.A.T, Pantera och Metallica. Bengtsson har även sagt sig vara personligen influerad av Black Sabbath, Led Zeppelin, Deep Purple, Heaven's Basement, Airbourne och Steel Panther. Tillhedens influenser är bland andra Tommy Lee, Steven Adler, Tico Torres, Joél "Joey" Cirera, Jani Lane, Danny Rexon, Axl Rose, Dave Lepard och Vic Zino.

## Medlemmar
| Senaste medlemmar - Sebastian Sundberg – sång och piano (2013–2019) - Mattias Persson – sologitarr, keyboard och bakgrundssång (2006–2019) - Robin Bengtsson – kompgitarr och bakgrundssång (2006/2007–2019) - Niklas Månsson – elbas och bakgrundssång (2013–2019) - Jonas Tillheden – trummor och bakgrundssång (2006–2019) | Tidigare medlemmar - Robert Lindell – sång (2006–2011) - Adam Börvall – kompgitarr (2006) - Tim Svalö – elbas (2006–2009, 2010–2012) - Emil Lundberg – elbas (2009–2010) - Redas J. Davis – sång (2011–2012) |

## Diskografi
Studioalbum
- 2014 – Start Talking
- 2016 – What You Fear the Most

EP-skivor
- 2007 – Johnny Gonebad
- 2009 – Turn It Up!

Singlar
- 2013 – "Even with My Eyes Closed"